# Religión griega. Arcaica y clásica
Religión griega. Arcaica y clásica (en alemán Griechische Religion der archaischen und klassischen Epoche) es una obra sobre religión griega publicada por el filólogo alemán Walter Burkert en 1977.

## Contenido
Walter Burkert publicó su Griechische Religion der archaischen und klassischen Epoche en 1977. La solidez y claridad de sus planteamientos, la abundante información y excelente estructuración del material hicieron de él el manual moderno de referencia sobre la religión griega.